# William Brígido
William dos Santos Brigido (Rio de Janeiro, 13 de janeiro de 1970) é um bispo, radialista e político brasileiro. Atualmente é deputado estadual no estado de Pernambuco.
É bispo de Igreja Universal. Em 2018 foi eleito deputado estaduall por Pernambuco, com 46.759 (1,04% dos válidos) votos.

## Biografia
Eleito para o primeiro mandato no Legislativo Estadual com 46.759 votos, William Brigido dos Santos nasceu no Rio de Janeiro (RJ), em 13 de janeiro de 1970. Chegou à Igreja Universal em 1986, onde foi consagrado pastor em 1991 e, sete anos depois, bispo. Desde então, vem desenvolvendo um intenso trabalho social em presídios, hospitais, escolas e comunidades.
A atividade realizada por William Brigido foi destaque também em Portugal. No Brasil, ele ingressou na Associação Beneficente Cristã e coordenou diversos projetos de arrecadação e distribuição de donativos para várias famílias nos estados do Rio de Janeiro, São Paulo, Brasília, Goiás, Rio Grande do Sul, Maranhão, Paraíba e Pernambuco.
William Brigido é radialista e apresentou uma série de programas de televisão e rádio. Em 2017, assumiu também a coordenação política do Republicanos, antes Partido Republicano Brasileiro, que em 2018, o indicou por unanimidade dos seus membros e do segmento evangélico, candidato a deputado estadual. Na Alepe, defenderá as bandeiras da saúde, cidadania e do segmento evangélico.